# With Love and Squalor
With Love and Squalor es el álbum debut de la banda de rock We Are Scientists. Fue lanzado en el Reino Unido en 2005 por Virgin Records y llegó hasta el puesto 43, y seis meses después recibió la certificación de oro por la BPI. El álbum vendió alrededor de 4166 copias cada semana, antes de recibir dicha certificación. 
El título viene de For Esmé – with Love and Squalor, un cuento de J.D. Salinger.

## Listado de canciones
| N.º   | Título                         | Duración |  |
| 1.    | «Nobody Move, Nobody Get Hurt» | 3:12     |  |
| 2.    | «This Scene Is Dead»           | 3:43     |  |
| 3.    | «Inaction»                     | 2:32     |  |
| 4.    | «Can't Lose»                   | 3:31     |  |
| 5.    | «Callbacks»                    | 2:02     |  |
| 6.    | «Cash Cow»                     | 2:35     |  |
| 7.    | «It's A Hit»                   | 3:26     |  |
| 8.    | «The Great Escape»             | 3:18     |  |
| 9.    | «Textbook»                     | 4:01     |  |
| 10.   | «Lousy Reputation»             | 2:35     |  |
| 11.   | «Worth The Wait»               | 2:43     |  |
| 12.   | «What's The Word»              | 3:17     |  |
| 36:55 |                                |          |  |

| Edición de Vinilo |                   |          |  |
| N.º               | Título            | Duración |  |
| 13.               | «History Repeats» | 3:57     |  |
| 14.               | «Mucho Más»       | 2:47     |  |
| 43:39             |                   |          |  |

Las dos canciones de la edición de vinilo de 12", fueros previamente lanzadas en Crap Attack. Estas canciones también fueron incluidas en un CD de 3 canciones que estuvo disponible para comprar durante su tour con Hot Hot Heat.

## Historial de lanzamientos
| País                         | Fecha de Lanzamiento  |
| ---------------------------- | --------------------- |
| Italia, Estados Unidos       | 10 de enero de 2006   |
| Australia                    | 5 de febrero de 2006  |
| Japón                        | 22 de febrero de 2006 |
| Nueva Zelanda, Unión Europea | 27 de febrero de 2006 |
| Alemania                     | 4 de marzo de 2006    |

- Datos: Q1704387